# Khass Oda
Khass Oda (Cambra Privada) fou un dels quatre departaments en què estava organitzat l'enderan o servei interior del palau otomà (els altres tres eren el departament del Tresor o khazine, el Guarda-menjador privat o kilar-i khass, i la Gran i Petita Cambres o Büyük ve Küçük Odalar. Fou creat per Mehmet II el Conqueridor (1444-1446 i 1451-1481) i disposava de 32 patges (iç oghlan, també khass odallar). Selim I en va apujar el nombre fins a 40. El principal dels patges servia personalment al sultà al departament ma-beyn i per això aquests patges eren anomenats ma-beyndjis.